# Mohamed Kamara
Mohammed Kamara (Bo, Sierra Leona, 16 de noviembre de 1987) es un futbolista sierraleonés, aunque posea también el pasaporte finés, que juega como centrocampista en el IF Gnistan de la Ykkönen.

## Selección nacional
Ha sido internacional con la selección de fútbol de Sierra Leona en 32 ocasiones y ha anotado un gol.

## Clubes
| Club                         | País         | Año       |
| ---------------------------- | ------------ | --------- |
| Kallon F. C.                 | Sierra Leona | 2002-2005 |
| KuPS                         | Finlandia    | 2006      |
| HJK Helsinki                 | Finlandia    | 2007-2010 |
| F. K. Partizán               | Serbia       | 2010-2013 |
| Bolton Wanderers F. C.       | Inglaterra   | 2013-2016 |
| Maccabi Haifa F. C. (cedido) | Israel       | 2015      |
| HJK Helsinki                 | Finlandia    | 2016      |
| Al Kuwait S. C.              | Kuwait       | 2016-2018 |
| Kazma S. C.                  | Kuwait       | 2019      |
| F. C. Haka                   | Finlandia    | 2020      |
| IF Gnistan                   | Finlandia    | 2022-     |

## Palmarés

### Títulos nacionales
| Título              | Club                 | País      | Año     |
| ------------------- | -------------------- | --------- | ------- |
| Copa de Finlandia   | HJK Helsinki         | Finlandia | 2008    |
| Veikkausliiga       | HJK Helsinki         | Finlandia | 2009    |
| Veikkausliiga       | HJK Helsinki         | Finlandia | 2010    |
| Superliga de Serbia | Partizán de Belgrado | Serbia    | 2010-11 |
| Copa de Serbia      | Partizán de Belgrado | Serbia    | 2010-11 |
| Superliga de Serbia | Partizán de Belgrado | Serbia    | 2011-12 |
| Superliga de Serbia | Partizán de Belgrado | Serbia    | 2012-13 |